# Heinkel He 45
Le Heinkel He 45 était à l'origine un sesquiplan biplace civil destiné à servir d'avion école au début des années 1930. Développé parallèlement au Heinkel He 46, il fut adopté par la Deutsche Verkehrsfliegerschule (DVS) (en), organisation paramilitaire créée clandestinement (à cause des restrictions du Traité de Versailles) pour former les pilotes de la future Luftwaffe. Converti facilement à un usage militaire, cet appareil servira à différentes tâches, de l'entraînement au bombardement en passant par des missions de reconnaissance.

## Histoire
Au début des années 1930, le Reichsluftfahrtministerium (RLM), nouveau Ministère de l’air du gouvernement nazi, projeta de se constituer rapidement une force militaire aérienne désignée Luftwaffe.  Face à la demande croissante d’appareils  et notamment d’avion - école pour la formation des pilotes, Ernst Heinkel conçut le He 45, appareil polyvalent servant à la fois pour l'entraînement et pour des missions de combat.

## Conception
Développé parallèlement avec le He 46, le He 45 conserva la même configuration en sesquiplan (l’aile supérieure est plus grande que l’aile inférieure) avec une structure tubulaire en acier recouverte de plaques métalliques en partie avant et une structure en bois recouverte de toile pour la partie arrière. Le pilote et le mitrailleur sont installés en tandem dans un cockpit ouvert.
En plus de la production de la société Heinkel qui produisit 69 avions, cet appareil fut construit également sous licence par plusieurs autres entreprises allemandes : la  Bayerische Flugzeugwerke (156 appareils) , Gothaer Waggonfabrik (Gotha) (68 appareils) et Focke-Wulf AG (219 appareils) pour une production totale de 512 exemplaires.

## Service opérationnel
Dès 1931, le He 45, désarmé dans ses premières versions, fut utilisé par la Deutsche Verkehrsfliegerschule (DVS) (en), une organisation de façade civile mais dont le but est de former secrètement les pilotes de la  Luftwaffe. Lors de la montée en puissance du régime nazi en 1933, la restructuration de l’appareil militaire allemande se fit de plus en plus ouvertement et rapidement.
Le He 45 connut son baptême du feu en 1936 au sein de la Légion Condor, unité aérienne nazie constituée de volontaires pour la Guerre Civile Espagnole aux côtés des forces nationalistes du général Francisco Franco. Initialement 6 appareils furent utilisés pour des missions de reconnaissance. Rapidement, cette unité fut complétée avec 40 He 45C pour des missions de bombardement. Les exemplaires survivants furent utilisés par Franco à la fin du conflit pour constituer la Force Aérienne Espagnole : Ejército del Aire.
Début septembre 1939, les He 45 de la Luftwaffe furent retirés de la première ligne pour servir au sein des écoles de pilotage. Seuls quelques exemplaires participèrent à des opérations militaires lors de la Seconde Guerre Mondiale, entre l’automne 1942 et le printemps 1943 pour des missions de harcèlement nocturnes (Nacht Störkampfstaffeln) sur le front de l’Est,.

## Utilisateurs
République de Chine
- Chung-Hua Min-Kuo K'ung-Chün

 Allemagne
- Deutsche Verkehrsfliegerschule (DVS) (en)

 Allemagne Nazie
- Luftwaffe
  - Deutsche Verkehrsfliegerschule (DVS)
  - Légion Condor

 Espagne Franquiste
- Ejército del Aire

## Variantes
He 45a
Premier prototype, équipé d’un moteur à pistons BMW VI 7,3Z.
He 45b
Second prototype, utilisant une hélice quadripale.
He 45c
Troisième prototype, armé avec une mitrailleuse MG 17 de 7,92 mm en chasse et une mitrailleuse MG 15 de même calibre en défense dans le cockpit arrière.
He 45A
Version de production initiale.
He 45A-1
Version d’entrainement.
He 45A-2
Version de reconnaissance.
He 45B
Version de production améliorée.
He 45B-1
Version de reconnaissance, armée avec une MG 15 de 7,92 mm.
He 45B-2
Version pouvant embarquer 100 kg de bombes.
He 45C
Version de production basé sur le prototype He 45c.
He 45D
Version légèrement améliorée du He 45C.
He 61
Version de reconnaissance basée sur le He 45C à destination de la République de Chine, équipée avec un moteur à pistons BMW VI de 600 ch.

### Développement lié
- Heinkel He 46

## Sources